# Aracataca

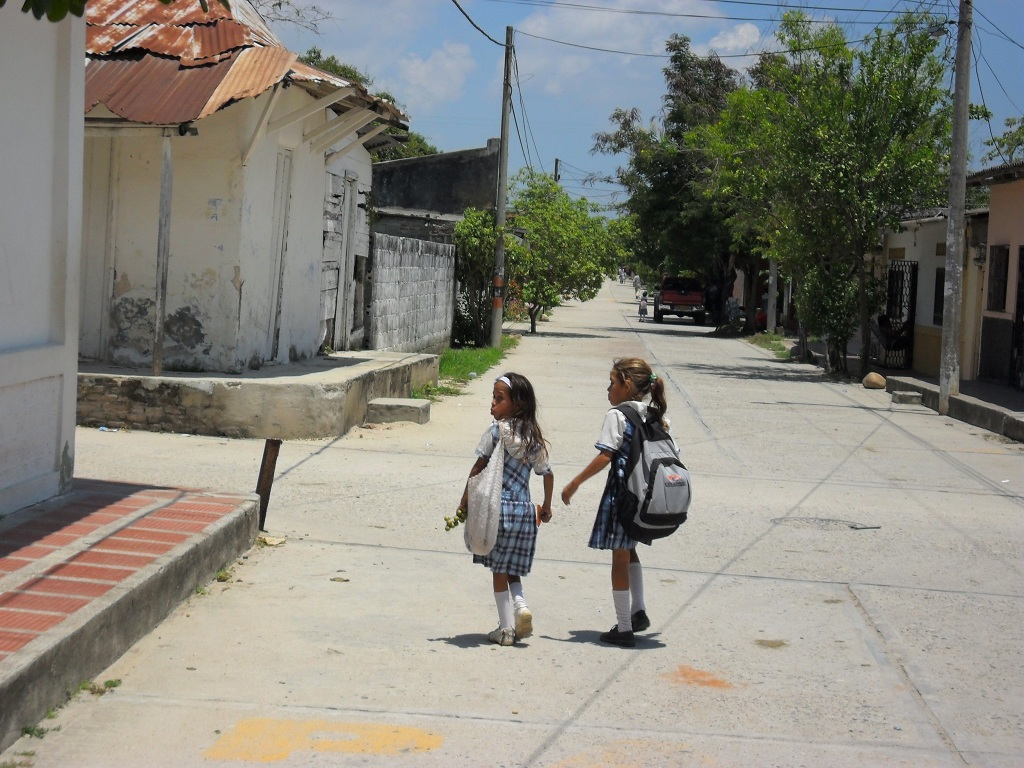
Crianças indo à escola

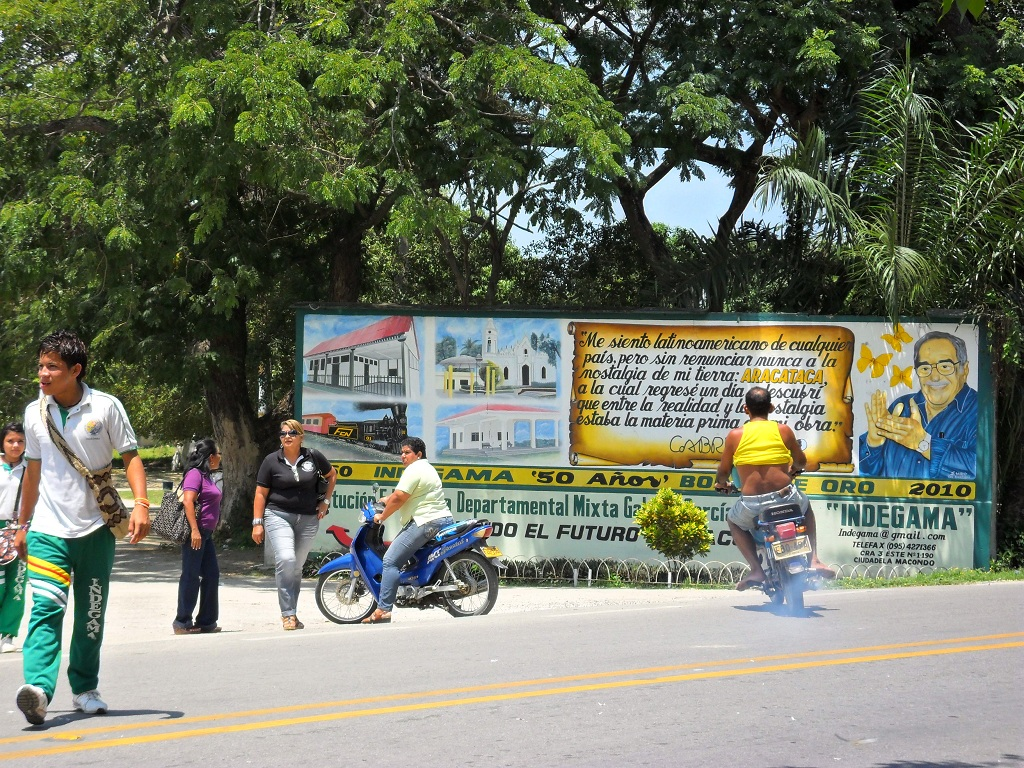
Muro dedicado a Garcia Marquez

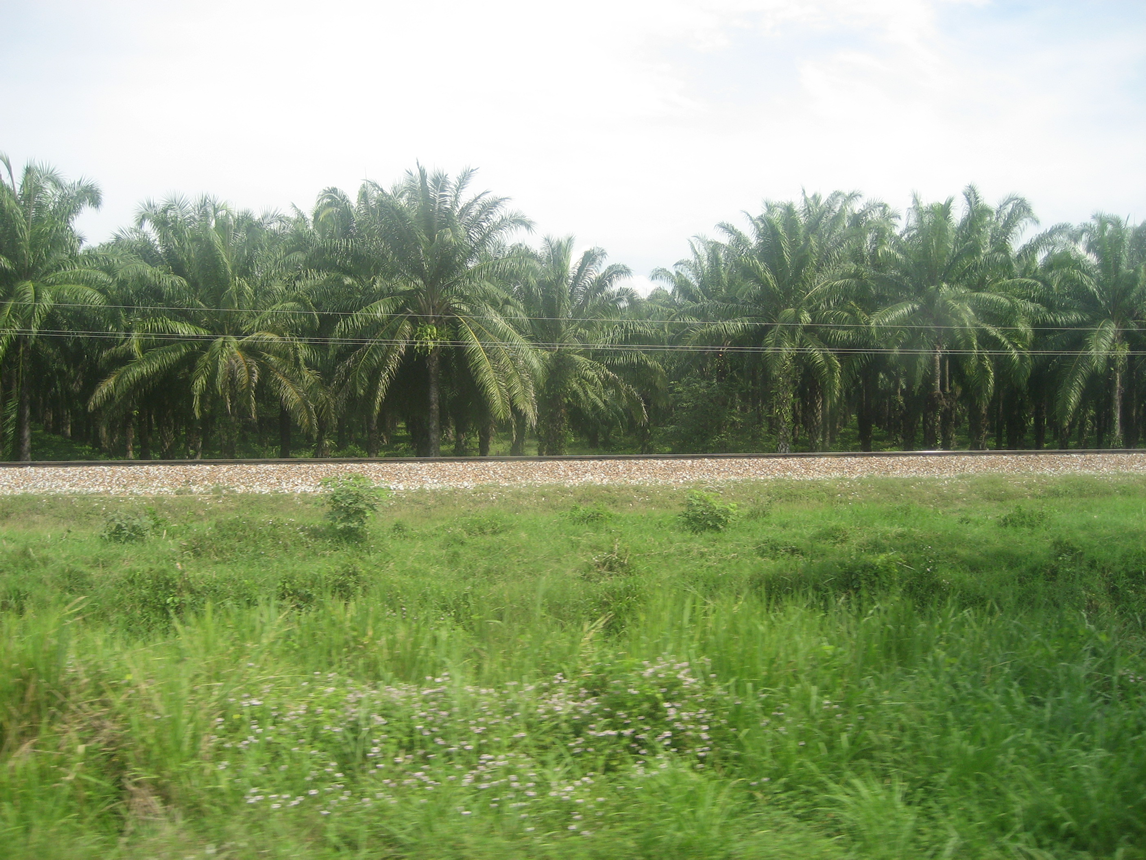
Plantações de dendê no município de Aracataca.

Aracataca é um município da Colômbia, localizado no departamento de Magdalena. A fundação de Aracataca remonta a 1885, tendo sido elevada ao status de município em 28 de Abril de 1915 pela Portaria nº 8, quando se separou do município de Pueblo Viejo. O primeiro secretário-geral da Câmara Municipal foi o senhor Juan Jacobo Restrepo Gonzalez. No final do século XIX  United Fruit Company colonizou a terra e começou a cultivar bananas na região. Trabalhando em conjunto com o governo, aterrorizaram seus trabalhadores na chamada república das bananas, termo que caiu no uso popular. Desde então a cidade ficou escondida atrás de uma cortina de violência até que foi recentemente redescoberta por artistas locais e investidores estrangeiros.
Seu nome tornou-se mundialmente famoso como o berço do Prêmio Nobel de Literatura de 1982 Gabriel García Márquez (1927-2014).
Em 25 de junho de 2006, houve um referendo para mudar o nome da cidade para "Aracataca-Macondo", falhou devido a um baixo comparecimento.